# Bitwa pod Kadesz
Bitwa pod Kadesz – starcie zbrojne, które miało miejsce pomiędzy wojskami egipskimi a hetyckimi w piątym roku panowania faraona Ramzesa II.
Ustalenie daty bitwy pod Kadesz jest zadaniem dość trudnym. Jedyna wzmianka dotycząca daty bitwy mówi o piątym roku panowania Ramzesa II. Nie jest pewna data objęcia rządów przez tego władcę. Część badaczy przyjmuje datę 1304/1303 p.n.e. jako początek jego panowania i na tej podstawie rok bitwy określany jest na 1300/1299 rok p.n.e. Z kolei inni badacze przyjmują, że bitwa miała miejsce w 1274 p.n.e. Jest to jedna z najlepiej udokumentowanych bitew starożytności – zachowało się kilkanaście niezależnych antycznych źródeł na jej temat.

## Przed bitwą
Państwo hetyckie długo zmagało się z Egiptem o dominację w Syrii. Historia tych zmagań sięga czasów faraona Totmesa III. Wraz z rozpoczęciem reformy religijnej faraona Echnatona, zainteresowanie Egiptu Syrią zmalało, co pozwoliło Hetytom na aktywność w tym regionie. Po objęciu rządów w Egipcie przez przedstawicieli XIX dynastii, zainteresowanie tego państwa sprawami syryjskimi znów wzrosło. Liczne kampanie wojenne faraona Setiego I w tym regionie pozwoliły odbudować dawny prestiż Egiptu. Wkrótce też armia egipska zaatakowała Kadesz i Amurru. Kraje te były wasalami hetyckimi. Taka agresja nie mogła pozostać bez odpowiedzi ze strony hetyckiej. Między obydwoma krajami doszło więc do walnej bitwy, która miała miejsce w okolicach Kadesz. Bitwa ta zakończyła się klęską Hetytów, a Muwatallis II został zmuszony do podpisania układu pokojowego z Setim I. Wkrótce potem faraon Seti I zmarł, a władzę w Egipcie objął jego syn Ramzes II. W 4. roku swego panowania, wyruszył on wraz z armią do Syrii. Kampania ta zaprowadziła Egipcjan do Tyru i Byblos. Następnie Egipcjanie wkroczyli do kraju Amurru, zaskakując jego władcę – Benteszinę, który poddał się faraonowi. W 5. roku panowania, Ramzes II wyruszył na drugą kampanię syryjską, której celem było objęcie we władanie całej Syrii. Na przeszkodzie realizacji jego planów stanęły jednak wojska hetyckie pod wodzą Muwatallisa II i jego brata Hattusilisa III. Wkrótce też obie armie spotkały się pod miastem Kadesz nad rzeką Orontes.

### Casus Belli
Bezpośrednią przyczyną wybuchu konfliktu między Egiptem i Hatti, odnajdujemy we fragmencie traktatu między Tudhalijasem IV a Szauszkamuwą:
„Kiedy Muwatallis (II), brat ojca mego, został królem, ludzie z kraju Amurru złamali przysięgę wierności między nimi, i tak powiedzieli do niego: „Z wolnych ludzi uczyniłeś nas swymi wasalami. Jednak teraz już nie jesteśmy twymi wasalami” I stali się oni stronnikami króla Egiptu (Ramzesa II). Dlatego też Muwatallis, brat ojca mego, oraz król Egiptu stoczyli między sobą bitwę. Muwatallis pokonał króla Egiptu, pokonał kraj Amurru i opanował go”

### Mobilizacja armii
Zgrupowanie armii egipskiej odbyło się w Pi-Ramzes. Cała armia została podzielona na 4 dywizje. Żołnierze pochodzący z Memfis tworzyli dywizje „Ptah”; żołnierze z Teb tworzyli dywizje „Amon”; żołnierze z Heliopolis tworzyli dywizje „Ra”; natomiast żołnierze z Tanis tworzyli dywizje „Set”. Szacowana wielkość armii egipskiej wynosiła około 20 000 ludzi (w tym 16 000 piechoty, 2000 rydwanów). W skład armii egipskiej, poza Egipcjanami wchodzili również Szardanowie oraz Nubijczycy. Faraon wyznaczył zadania bojowe po czym armia bez przeszkód udała się na północ. W czasie podróży część krajów złożyła faraonowi daniny.
Armia hetycka liczyła około 50 000 ludzi (w tym 40 000 piechoty oraz 3700 rydwanów). Przed rozpoczęciem wojny z Egiptem, Muwatallis II przeniósł stolicę z Hattusy do Tarhuntassy. Z nowej stolicy Muwatallis II mógł łatwiej kontrolować sprawy syryjskie i szybciej reagować na zagrożenia posiadłości hetyckich w Syrii. Główny trzon sił hetyckich uzupełniały kontyngenty wojsk krajów podległych Hetytom. Źródła egipskie wymieniają wszystkich sojuszników, którzy brali udział w tej bitwie.

### Kampania dezinformacyjna
Gdy Ramzes dotarł do Szabtuny leżącej około 11 kilometrów od Kadesz, przed oblicze faraona przyprowadzono dwóch Beduinów. W rzeczywistości byli to szpiedzy hetyccy, których zadaniem było wprowadzenie Ramzesa II w błąd. Przekazali oni informacje, jakoby armia hetycka była w Aleppo – około 200 kilometrów na północ od Kadesz, a sam król Muwatallis II zwleka z wyruszeniem na południe, gdyż zbytnio obawia się konfrontacji z armią egipską.
„(…) Przybyło dwóch Beduinów z plemion beduińskich, którzy tak powiedzieli do Jego Majestatu: Nasi bracia, którzy są wodzami plemion wrogich Hetytom, wysłali nas by przekazać Jego Wysokości tę wiadomość: Zostaniemy sługami Faraona, nie będziemy razem z Hatti. Wtedy rzekł Jego Majestat: Gdzie są wasi bracia którzy was wysłali byście poinformowali o ich planach Jego Majestat? Odpowiedzieli: Są tam, gdzie jest władca Hatti, gdyż Hetyta ma swój obóz w kraju Aleppo, na północ od Tunip i zbyt obawia się potęgi Faraona, by wyruszyć na południe”
Istnieje duże prawdopodobieństwo, że ta informacja spowodowała częściowe rozproszenie sił egipskich w drodze do Kadesz. Faraon, nie zaczekawszy na resztę swoich sił, wyruszył ku Kadesz ze swoją strażą przyboczną i dywizją „Amon”. Będąc już pod samym Kadesz, armia egipska rozbiła obóz naprzeciw miasta. Wkrótce jednak przed oblicze Ramzesa II doprowadzono dwóch hetyckich zwiadowców, złapanych przez egipskich żołnierzy. Okazało się, że armia hetycka znajduje się tuż za „Starym Kadesz”, gotowa do uderzenia.

### Charakterystyka miejsca bitwy i ustawienie wojsk
Dywizja „Amon” przed rozpoczęciem bitwy była ulokowana w obozie Ramzesa II, na północny wschód od Kadesz. Usytuowanie dywizji „Ra” także nie budzi wątpliwości. Znajdowała się ona na południe od dywizji „Amon”, w niezbyt dużej odległości od obozu Ramzesa. Kolejne dwie dywizje znajdowały się w znacznej odległości od miejsca walki. Dywizja „Ptah” musiała się znajdować kilka kilometrów od obozu Ramzesa, gdyż dołączyła do bitwy dopiero pod koniec pierwszego dnia zmagań. Dywizja „Set” znajdowała się najdalej od miejsca walki, dołączyła do pozostałych żołnierzy dopiero nocą bądź rankiem następnego dnia.
Armia hetycka znajdowała się na przeciwnym brzegu Orontesu, ukryta za miastem Kadesz.
Miasto Kadesz wznosiło się na wzgórzu leżącym na półwyspie między Orontesem płynącym z północy, wzdłuż wschodniej granicy miasta, a strumieniem płynącym z zachodu, który wpadał do Orontesu na północny zachód od miasta. Na południe od miasta mieszkańcy wykopali kanał, który łączył strumień z rzeką, przez co przekształcili półwysep w wyspę.

## Bitwa

### I etap bitwy
Po otrzymaniu informacji, iż Hetyci są gotowi do boju, Ramzes II wezwał swoich generałów na naradę. Jednocześnie wysłał swojego wezyra by ten ponaglił dywizję „Ptah”, która była oddalona o kilka kilometrów od obozu faraona. W tym momencie hetyckie rydwany przekroczyły Orontes.
Pierwszym celem Hetytów była dywizja „Ra”, która została całkowicie zaskoczona atakiem. Hetyci najprawdopodobniej uderzyli w środek wciąż maszerujących wojsk, tym samym dzieląc dywizję „Ra” na dwie grupy. Całkowicie zaskoczona dywizja została szybko pokonana, a jej niedobitki szukały schronienia w obozie Ramzesa. Za nimi podążały rydwany hetyckie – klęska faraona wydawała się nieunikniona.

### Egipski kontratak
W tym momencie Ramzes II wykazał się wyjątkowym bohaterstwem. Nie bacząc na własne bezpieczeństwo przywdział kolczugę i ruszył do boju. U jego boku pozostała tylko gwardia przyboczna oraz jego dwa wierne rumaki. Nie czekając bezczynnie ruszył wraz ze swą gwardią do boju z wrogiem:
„Jego Królewska Mość rzucił się między szyki nikczemnego Hetyty sam jeden. Ruszył naprzód, a gdy się rozejrzał, ujrzał, że otacza go 2.500 rydwanów, zmierzających do niego, oraz wszyscy zwiadowcy nikczemnego Hetyty i licznych krajów które mu towarzyszyły”
Osobista odwaga faraona zapewne bardzo wzmocniła morale jego armii. Wraz z gwardią przyboczną Ramzes II uderzył na wrogie oddziały, które przekonane o swym zwycięstwie zajęły się plądrowaniem obozu egipskiego. Z dostępnych źródeł dowiadujemy się, że uderzał sześć razy na wroga. Jednakże w tej krytycznej sytuacji w której znalazł się faraon, nie jego osobista odwaga, lecz przybycie Nearinów z wybrzeża Amurru, uratowało Ramzesa II przed całkowitą klęską. Oddziały Nearinów uderzyły zapewne na tyły lub flankę wojsk hetyckich, które atakowały obóz Ramzesa, powodując powstanie zamieszania wśród Hetytów. Dowódcy hetyccy widząc to nowe zagrożenie, zapewne nakazali odwrót spod obozu Ramzesa II w kierunku południowym i tam doszło do przegrupowania szyków. Dzięki temu Ramzes II mógł przegrupować swoje siły i przygotować je do ataku na wojska hetyckie, które właśnie się przegrupowywały. W tym momencie do armii faraona mogła dołączyć dywizja „Ptah” – choć należy wspomnieć, iż część badaczy umieszcza to wydarzenie dopiero pod koniec pierwszego dnia bitwy. Tak wzmocniony Ramzes II przystąpił do kontrofensywy. Uderzenie wojsk egipskich zaskoczyło Hetytów, którzy rzucili się do ucieczki w kierunku starego Kadesz. Przyparte do rzeki wojska hetyckie zostały pokonane – część z nich dostała się do egipskiej niewoli. Jednak po drugiej stronie Orontesu wciąż stała piechota hetycka, która do tej pory nie brała udziału w bitwie. Dzień zbliżał się ku końcowi. Żołnierze egipscy rozpoczęli odbudowę obozu, do armii dołączyła dywizja „Set”. Do obozu Ramzesa II zaczęły powracać oddziały z dywizji „Amon” i dywizji „Ra”, które uciekły z pola bitwy w momencie ataku rydwanów hetyckich. Ramzes II skarcił powracające oddziały.
W obozie Egipcjan dokonano podliczenia strat. Dywizja „Ra” była najmocniej poturbowana po pierwszym dniu zmagań, „Amon” też odniosła spore straty. Dywizja „Set”, która przybyła pod Kadesz pod koniec pierwszego dnia bitwy nie odniosła żadnych strat. Dywizja „Ptah”, która wzięła udział w końcowym etapie zmagań w pierwszym dniu bitwy, miała minimalne straty.
Hetyci również ponieśli dotkliwe straty. Stracili najprawdopodobniej wszystkie rydwany. Wśród pokonanych wrogów Ramzes II wymienia m.in.: dwóch braci Muwatallisa II, dwóch jego Nosicieli Tarczy, jego sekretarza, sześciu wysokich rangą dowódców oraz czterech dowódców oddziału rydwanów.

### III faza bitwy – 2. dzień zmagań
Następnego dnia, Ramzes II rozkazał uderzyć na wojska hetyckie znajdujące się po drugiej stronie rzeki. Atak egipski tym razem zaskoczył Hetytów. Jednak, po krótkim szoku, armia hetycka zwarła szeregi i odparła atak egipskich rydwanów. Hetyci nie posiadali już jednak własnych rydwanów, by ruszyć w pościg za wycofującymi się jednostkami egipskimi. Natomiast Egipcjanie nie posiadali zbyt dużych sił, by rozgromić piechotę hetycką. Doszło do sytuacji patowej. W tej sytuacji Muwatallis II posłał do obozu Egipcjan posłańca z propozycją zawarcia rozejmu. Muwatallis II proponował zapewne zawarcie rozejmu na zasadzie status quo. W „poemacie” odnajdujemy fragment owego listu, choć należy go traktować z dużą dozą ostrożności:
„Twój pokorny sługa oznajmia, iż jesteś synem Re, z jego ciała, tym pod którego władzę oddał on połączone kraje. Egipt i kraj Hatti to twoi słudzy, leżą u twych stóp, dał ci je twój ojciec Boski Re. Tak wielka jest twa władza i twa moc ciąży na kraju Hatti. Czyż nie godzi się byś zabił twe sługi, ze straszliwym gniewem na twarzy, bez litości? Spójrz na wczorajszy dzień, zabiłeś sto tysięcy ludzi, a dziś powracasz i nie szczędzisz pozostałych. Nie sroż się zanadto, zwycięski królu. Pokój lepszy niż wojna. Daj nam tchnienie życia”
Po zapoznaniu się z listem od Muwatallisa II, Ramzes II przedstawia warunki hetyckie swoim doradcom czekając na ich reakcję:
„Rzekli wówczas jednym głosem: pokój jest lepszy ponad wszystko, o panie nasz i władco. Nie ma nic złego w pojednaniu, gdyż któż Ci się oprze w dniu twego gniewu”.

## Po bitwie

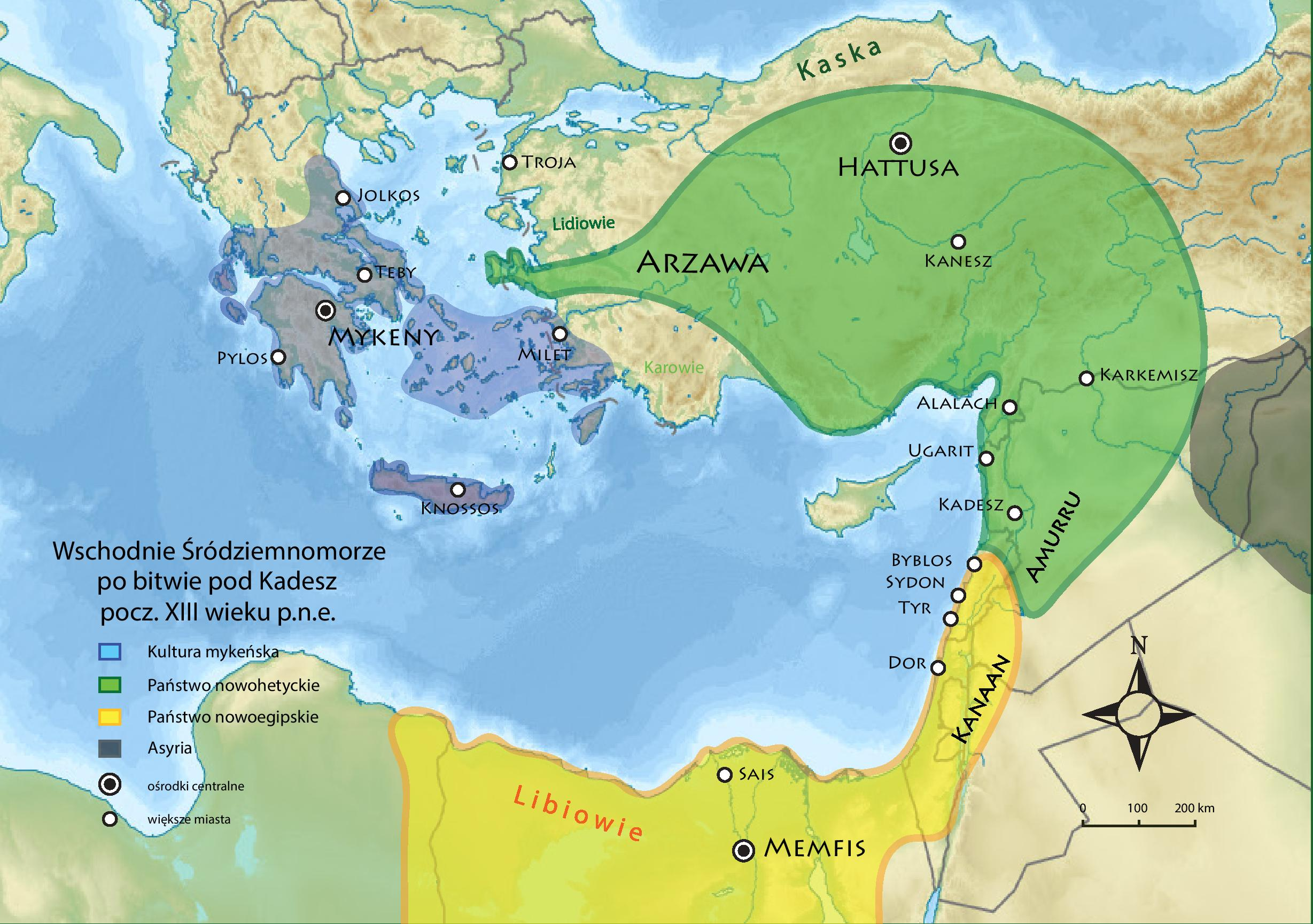
Wschodnie Śródziemnomorze po bitwie pod Kadesz

### Koniec walki, ocena bitwy
Armia egipska udała się w drogę powrotną do Egiptu. Natomiast Hetyci spod Kadesz udali się do kraju Amurru. Choć sama bitwa została nierozstrzygnięta, to bez wątpienia II kampania syryjska Ramzesa II zakończyła się fiaskiem. Egipcjanie ani nie zdobyli Kadesz, ani nie utrzymali kraju Amurru, ani nie pokonali armii hetyckiej. Po powrocie do Egiptu, Ramzes II przedstawił ową kampanię jako swoje wielkie zwycięstwo. Przytoczony w poprzednim rozdziale list od Muwatallisa II z prośbą o pokój jest tego bardzo dobrym przykładem. Gdyby Muwatallis II tak bardzo obawiał się armii egipskiej, to czy wędrowałby spokojnie do kraju Amurru? Gdyby Muwatallis II był przegranym spod Kadesz, to czy usunąłby z tronu Benteszinę – władcę Amurru, który przystąpił do egipskiej koalicji przeciwko Hetytom, a osadził na tymże tronie podległego sobie Szapiliego? Czy w 20 lat po tak wspaniałym zwycięstwie Ramzes II podpisywałby traktat z Hattusilisem III, traktując go jak równego sobie? Odpowiedź może być tylko jedna – nie. Powyższy list zapewne został wysłany przez Muwatallisa II, lecz jego treść, która zachowała się do naszych czasów, została całkowicie podporządkowana egipskiej propagandzie zwycięstwa. Jedynym źródłem informacji na temat tej bitwy były źródła pisane i ikonograficzne pochodzące z Egiptu. Ocena wyniku bitwy pod Kadesz zmieniła się po odkryciu przez Hugona Wincklera archiwum tekstów hetyckich w Hattusie (Boğazköy). Choć żadne źródło hetyckie nie opisuje przebiegu samej bitwy, zachowana w Hattusie akadyjska wersja "Traktatu Wieczystego" czy wzmianka z traktatu wasalnego między Tudhalijasem IV a Szauszkamuwą z Amurru wskazywały, że z ich perspektywy to oni odnieśli zwycięstwo nad Egiptem.

### Polityczna klęska Ramzesa
Wkrótce po odejściu wojsk egipskich, pozostały w Kadesz Muwatallis II szybko przywrócił i potwierdził swoje zwierzchnictwo nad tymi terenami. Co więcej, nie zamierzał wracać do Hattusy, lecz podjął kampanię mającą na celu podporządkowanie całego Amurru. Wkrótce zmusił Amurru do poddania się jego władzy, strącając z tronu dotychczasowego króla i osadzając na nim posłusznego mu, marionetkowego władcę. Skierował się następnie na południe, poprzez dolinę Bekaa, niszcząc po drodze egipskie jednostki, kierując się w stronę Damaszku z zamiarem zajęcia egipskiej prowincji Upi. W efekcie stworzył strefę buforową oddzielającą Amurru i Kadesz od rejonu wpływów egipskich.